# Biela (přítok Štiavnice)
Biela je potok na  Slovensku, v Žilinském kraji,  v jižní části okresu Liptovský Mikuláš, na středním Liptově v extravilánu katastrálního území obce Liptovský Ján. Je to levostranný přítok Štiavnice s délkou 5,3 km a je tokem IV. řádu. Protéká územím NAPANTu, konkrétně NPR Jánska dolina.

## Pramen
Pramení v Nízkých Tatrách, v podcelku Ďumbierské Tatry, v části Demänovské vrchy, na severovýchodním svahu Krakovy hole (1751,6 m n. m.) v nadmořské výšce přibližně 1530 m n. m.

## Popis toku
Nejprve protéká krasovou oblastí směrem na sever, na pravém břehu teče v blízkosti jeskynního systému V Záskočí a přechodně se stáčí severoseverozápadním směrem. Následně se pod Sedlem pod Kúpeľom (1131,1 m n. m.) stáčí na severovýchod a protéká dolinou Bielo, boční dolinou Jánské doliny. Na středním toku se esovitě ohýbá, na krátkém úseku teče na sever a zleva přibírá přítok z jihovýchodního svahu Poludnice (1548,7 m n. m.). Na jižním úpatí Javorovice (1062,5 m n. m.) se definitivně stáčí severovýchodním směrem a v chatové osadě v dolní části Jánské doliny, jižně od obce Liptovský Ján, se v nadmořské výšce cca 677 m n. m. vlévá do Štiavnice.